# Nicolaus I Bernoulli
Nicolaus (scris și Nicolas sau Nikolas) I Bernoulli (n. 21 octombrie 1687 – d. 29 noiembrie 1759) a fost un matematician elvețian.
Membru al celebrei familii Bernoulli, a fost fiul lui Nicolaus Bernoulli (1662–1716), fratele matematicienilor Jakob Bernoulli și Jean Bernoulli.
A fost profesor universitar la Padova (1716), profesor de logică la Universitatea din Basel  (1722), profesor de drept la aceeași universitate (1731).
În martie 1714, a devenit membru al Royal Society.

## Contribuții
A studiat lucrările matematicienilor anteriori și contemporani.
S-a ocupat de problema rentelor viagere și paradoxul Sankt Petersburg (1709), cu teorema referitoare la independența valorii derivatelor parțiale față de ordinea derivării.
De asemenea, a mai studiat teorema jocului de la Geneva, teoria integralelor despre care a scris mai multe memorii.
În 1713 a publicat lucrările unchiului său, Jakob Bernoulli, sub titlul: Acta conjecturii.
1. 1 2  MacTutor History of Mathematics archive, accesat în 22 august 2017
2. ↑  Complete Dictionary of Scientific Biography[*] Verificați valoarea |titlelink= (ajutor)
3. ↑  „Nicolaus I Bernoulli”, Gemeinsame Normdatei, accesat în 26 aprilie 2014
4. 1 2 3 4 5  MacTutor History of Mathematics archive
5. ↑  Find a Grave
6. 1 2  Czech National Authority Database, accesat în 29 ianuarie 2023
7. 1 2 3  Czech National Authority Database, accesat în 1 martie 2022